# Pomniki przyrody w Kwidzynie

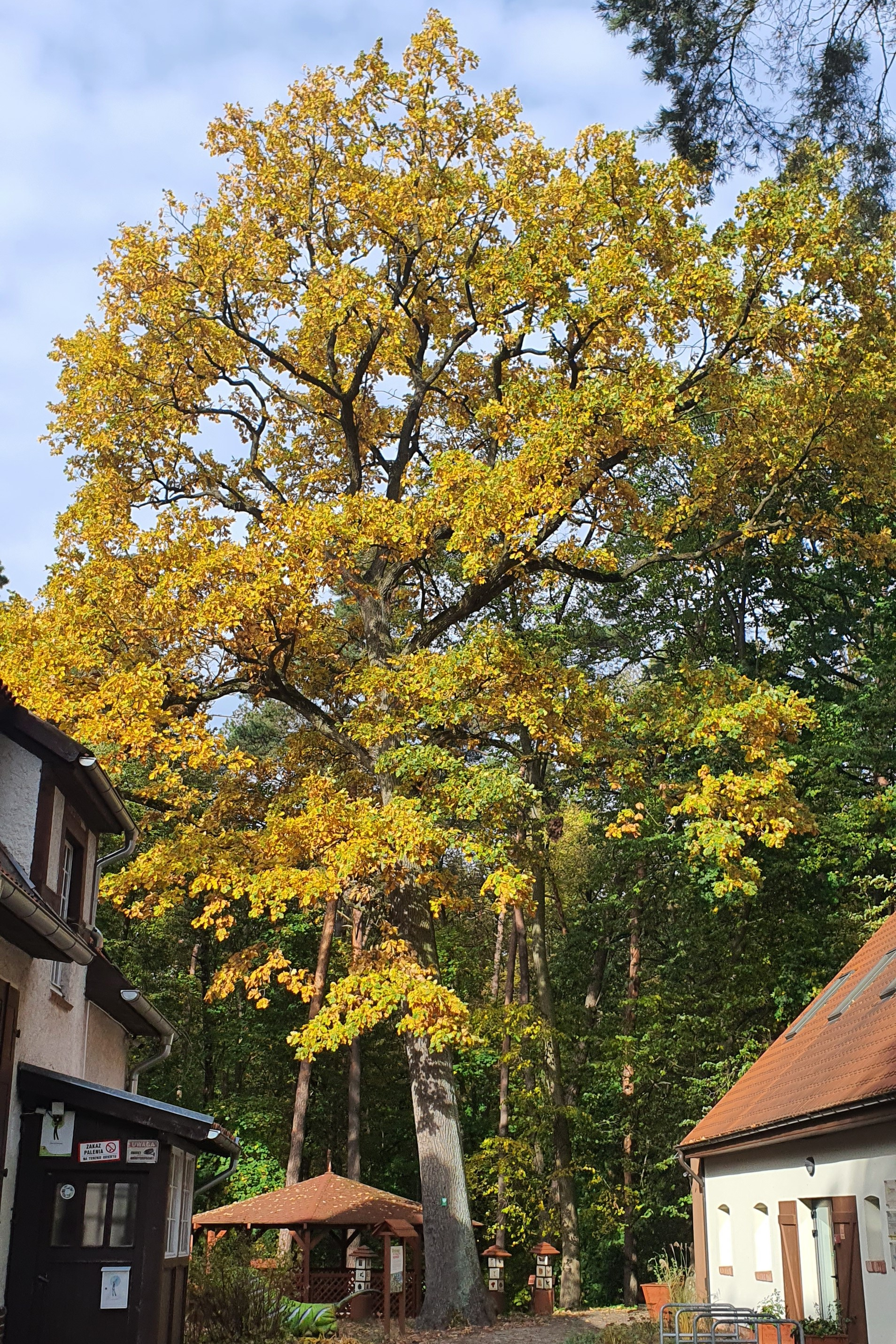
Pomnik przyrody dąb szypułkowy "Hugo Conventz" na Miłosnej w Kwidzynie

Pomniki przyrody w Kwidzynie – stanowią istotne z powodów kulturowych i przyrodniczych element krajobrazu Kwidzyna. W wielu przypadkach stanowią pozostałości zabytkowych, komponowanych terenów zielonych miasta, stanowią istotne punkty w zielonej infrastrukturze miasta świadcząc usługi ekosystemowe, dają schronienie dla licznych stworzeń, upamiętniają ważne postacie historyczne i są atrakcją turystyczną.
W Kwidzynie znajdują się 44 pomniki przyrody, w tym 37 jednoobiektowych (36 drzew, 1 głaz narzutowy) i 7 wieloobiektowych (18 cisów, 6 głazów narzutowych). Drzewa stanowiące pomniki przyrody w Kwidzynie reprezentują 9 gatunków. 
Na kwidzyńskiej Miłosnej znajduje się jedyny w Polsce pomnik przyrody upamiętniający postać Hugo Conventza, prekursora ochrony przyrody, który wdrożył ideę A v. Humboldta tworzenia "pomników przyrody". Conventz przez większość życia mieszkał i pracował w Gdańsku a powiat Marienwerder (dziś Kwidzyn) odwiedził 61 razy. 

## Indeks pomników przyrody w Kwidzynie
| Nr | Obiekt                              | Lokalizacja                                                                  | Obwód [cm]      | Wys [m]     | Data powołania | Kod w CRFOP                   | Zdjęcie |
| -- | ----------------------------------- | ---------------------------------------------------------------------------- | --------------- | ----------- | -------------- | ----------------------------- | ------- |
| 1  | Wiąz szypułkowy                     | park przy ul. Hallera i ul. Spacerowej;                                      | 324             | 33          | 1993-07-15     | PL.ZIPOP.1393.PP.2207011.1178 |         |
| 2  | Dąb szypułkowy                      | park przy ul. Hallera i ul. Spacerowej;                                      | 440             | 33          | 1993-07-15     | PL.ZIPOP.1393.PP.2207011.1179 |         |
| 3  | Dąb szypułkowy                      | park Hallera, przy ul. Spacerowej;                                           | 399             | 30          | 1993-07-15     | PL.ZIPOP.1393.PP.2207011.1180 |         |
| 4  | Dąb szypułkowy                      | ul. Piłsudskiego, między nr 5 i 9,                                           | 499             | 33          | 1993-07-15     | PL.ZIPOP.1393.PP.2207011.1181 |         |
| 5  | Wiąz szypułkowy                     | ul. Piłsudskiego, między nr 11 i 13,                                         | 339             | 32          | 1993-07-15     | PL.ZIPOP.1393.PP.2207011.1182 |         |
| 6  | Wiąz szypułkowy                     | ul. Szkolna,                                                                 | 245             | 31          | 1993-07-15     | PL.ZIPOP.1393.PP.2207011.1184 |         |
| 7  | Miłorząb dwuklapowy                 | ul. Słowiańska 9                                                             | 175             | 24          | 1993-07-15     | PL.ZIPOP.1393.PP.2207011.1185 |         |
| 8  | Wiąz szypułkowy                     | skwer przy Pl. Plebiscytowym                                                 | 377             | 33          | 1993-07-15     | PL.ZIPOP.1393.PP.2207011.1187 |         |
| 9  | Dąb szypułkowy (hist. Kaiser Eiche) | skwer przy Pl. Plebiscytowym                                                 | 380             | 32          | 1993-07-15     | PL.ZIPOP.1393.PP.2207011.1188 |         |
| 10 | Wiąz szypułkowy                     | park na pn. od Zamku, od strony ul. Gdańskiej;                               | 258             | 32          | 1993-07-15     | PL.ZIPOP.1393.PP.2207011.1189 |         |
| 11 | Grab pospolity                      | park na pn. od Zamku, od strony ul. Gdańskiej;                               | 239             | 23          | 1993-07-15     | PL.ZIPOP.1393.PP.2207011.1190 |         |
| 12 | Jesion wyniosły                     | ul. Kościuszki 49, zaplecze budynku,                                         | 412             | 33          | 1993-07-15     | PL.ZIPOP.1393.PP.2207011.1191 |         |
| 13 | Lipa drobnolistna                   | ul. Kościuszki 50, zaplecze budynku                                          | 320             | 32          | 1993-07-15     | PL.ZIPOP.1393.PP.2207011.1192 |         |
| 14 | Wiąz szypułkowy                     | ul. Słowiańska 15, zaplecze budynku                                          | 242             | 30          | 1993-07-15     | PL.ZIPOP.1393.PP.2207011.1193 |         |
| 15 | Lipa drobnolistna                   | ul. Piastowska, koło drogi dojazdowej do "Kompapu"                           | 465             | 30          | 1998-12-28     | PL.ZIPOP.1393.PP.2207011.1308 |         |
| 16 | Dąb szypułkowy                      | ul. Warszawska 18, obok budynku Urzędu Gminy                                 | 390             | 25          | 1993-10-08     | PL.ZIPOP.1393.PP.2207011.2884 |         |
| 17 | Topola biała                        | park przy ul. Hallera i ul. Spacerowej                                       | 371             | 32          | 1993-10-08     | PL.ZIPOP.1393.PP.2207011.2885 |         |
| 18 | Wiąz górski                         | ul. Łąkowa 5, ok. 60m na pd. -zach. , koło transformatora;                   | 251             | 24          | 1993-10-08     | PL.ZIPOP.1393.PP.2207011.2886 |         |
| 19 | Wiąz górski                         | ul. Młynarska (za drugim mostem)                                             | 258             | 21          | 1993-10-08     | PL.ZIPOP.1393.PP.2207011.2889 |         |
| 20 | Lipa drobnolistna                   | na skarpie pokrytej lasem, dawny teren gosp. Rybackiego przy ul. Młynarskiej | 383             | 25          | 1993-10-08     | PL.ZIPOP.1393.PP.2207011.2890 |         |
| 21 | Grupa 4 drzew: dęby szypułkowe      | między Słowiańską, a budynkiem szkoły                                        | 295 302 251 254 | 30 29 28 29 | 1993-10-08     | PL.ZIPOP.1393.PP.2207011.2891 |         |
| 22 | Dąb szypułkowy                      | przy ul. Grudziądzkiej nr 37                                                 | 336             | 30          | 1993-10-08     | PL.ZIPOP.1393.PP.2207011.2892 |         |
| 23 | Dąb szypułkowy                      | ul. Grudziądzka, między nr 35-37                                             | 330             | 30          | 1993-10-08     | PL.ZIPOP.1393.PP.2207011.2893 |         |
| 24 | Dąb szypułkowy                      | przy ul. Grudziądzkiej nr 35                                                 | 330             | 30          | 1993-10-08     | PL.ZIPOP.1393.PP.2207011.2894 |         |
| 25 | Miłorząb dwuklapowy                 | park za Urzędem Miasta przy ul. Warszawskiej 19                              | 173             | 20          | 1993-10-08     | PL.ZIPOP.1393.PP.2207011.2896 |         |
| 26 | Dąb szypułkowy                      | przy ul. Piłsudskiego przed nr 21,                                           | 342             | 28          | 1993-10-08     | PL.ZIPOP.1393.PP.2207011.2897 |         |
| 27 | Dąb szypułkowy                      | ul. Kościuszki przy nr 50                                                    | 349             | 20          | 1993-10-08     | PL.ZIPOP.1393.PP.2207011.2898 |         |
| 28 | Grupa 3 drzew: cisy pospolite       | skwer przy Placu Plebiscytowym                                               | 50 72 66        | 6 6         | 1993-10-08     | PL.ZIPOP.1393.PP.2207011.2899 |         |
| 29 | Cis pospolity                       | skwer przy Placu Plebiscytowym                                               | 69              | 7           | 1993-10-08     | PL.ZIPOP.1393.PP.2207011.2900 |         |
| 30 | Grupa 2 drzew: cisy pospolite       | skwer przy Placu Plebiscytowym                                               | 82 28           | 10 10       | 1993-10-08     | PL.ZIPOP.1393.PP.2207011.2901 |         |
| 31 | Grupa 5 drzew: cisy pospolite       | skwer przy Placu Plebiscytowym                                               | 53 57 47 38 66  | 10 10       | 1993-10-08     | PL.ZIPOP.1393.PP.2207011.2902 |         |
| 32 | Grupa 4 krzewów: cisy pospolite     | skwer przy Placu Plebiscytowym                                               | krzewy          | 2-4         | 1993-10-08     | PL.ZIPOP.1393.PP.2207011.2903 |         |
| 33 | Cis pospolity                       | przy skrzyżowaniu ul. Piłsudskiego z ul. Basztową                            | 97              | 10          | 1993-10-08     | PL.ZIPOP.1393.PP.2207011.2904 |         |
| 34 | Cis pospolity                       | ul. Warszawska 19 przed Urzędem Miasta                                       | 66              | 8           | 1993-10-08     | PL.ZIPOP.1393.PP.2207011.2905 |         |
| 35 | Cis pospolity                       | przy ul. Chopina 11                                                          | 75              | 8           | 1993-10-08     | PL.ZIPOP.1393.PP.2207011.2906 |         |
| 36 | 3 głazy narzutowe                   | ul. Lotnicza, obok hoteli robotniczych                                       | 515 720 535     |             | 1993-10-08     | PL.ZIPOP.1393.PP.2207011.2907 |         |
| 37 | 3 głazy narzutowe                   | ul. Lotnicza, obok przychodni                                                | 660 885 762     |             | 1993-10-08     | PL.ZIPOP.1393.PP.2207011.2908 |         |
| 38 | Dąb szypułkowy                      | w parku przy ul. Hallera; rośnie w polu chodnika, obok plac zabaw            | 364             | 25          | 1995-11-30     | PL.ZIPOP.1393.PP.2207011.2909 |         |
| 39 | Dąb szypułkowy                      | ul. Braterstwa Narodów 47a                                                   | 390             | 28          | 1995-11-30     | PL.ZIPOP.1393.PP.2207011.2910 |         |
| 40 | Głazy narzutowy                     | przy Szkole Podstawowej przy ul. Mickiewicza 56b                             | 570             |             | 1995-11-30     | PL.ZIPOP.1393.PP.2207011.2911 |         |
| 41 | Dąb szypułkowy "Młynarz"            | Przy budynku nr 1, ul. Gospodarcza                                           | 430             | 17          | 2018-06-08     | PL.ZIPOP.1393.PP.2207011.7821 |         |
| 42 | Dąb szypułkowy "Święty Franciszek"  | ul. Piłsudskiego, parking obok kościoła oo. Franciszkanów                    | 361             | 18          | 2018-06-08     | PL.ZIPOP.1393.PP.2207011.7822 |         |
| 43 | Dąb szypułkowy "Mikołaj Vodka"      | Na podwórzu kamienicy nr 21a przy ul. Kopernika                              | 330             | 18          | 2018-06-08     | PL.ZIPOP.1393.PP.2207011.7823 |         |
| 44 | Dąb szypułkowy "Hugo Conwentz"      | nieruchomości nr 1 przy ul. Miłosna                                          | 310             | 25          | 2022-09-22     | PL.ZIPOP.1393.PP.2207011.7980 |         |